# Монтаньесы
Монта́ньесы (исп. montañeses «горцы», от исп. montaña «гора») — небольшая по численности cубэтническая группа кантабрийцев, населяющая горные районы Кантабрии в Испании. Ранее представляла собой изолированную группу, основным занятием которой было пастушеское полукочевое скотоводство. В бытовом общении монтаньесы используют кантабрийские говоры астурлеонского языка.
Название «монтаньесы» нередко применяют ко всем кантабрийцам, живущим в автономном сообществе Кантабрия, границы которого во многом близки границам исторической области Ла Монтанья.
В самой Кантабрии понятие «Монтанья» («Гора») является в достаточной степени условным. Так, например, для жителей долин — это районы обитания пастухов-монтаньесов, а для представителей региональной общности пасиего (пасьего, пасьегос) и других жителей высокогорных районов под словом «Монтанья» может подразумеваться население менее гористой территории на севере Кантабрии — оседлые земледельцы и горожане.
Наряду с монтаньесами в Кантабрии выделяют локальные общности пасиего (в долине Валле-дель-Пас реки Пас — в комарке Лос-Вальес-Пасьегос), кампуррианос (в долине Кампоо реки Эбро — в комарке Кампоо-Лос-Вальес), лебаньегос (в долинах комарки Льебана), мерахос (в долине Валле-дель-Мьера реки Мьера — в комарке Трасмьера), пуррьегос (в долине Валле-дель-Нанса реки Нанса — в муниципалитете Поласьонес комарки Саха-Нанса), туданкос (в долине Валле-дель-Нанса реки Нанса — в муниципалитете Туданка комарки Саха-Нанса) и собанос (в долине Валле-де-Соба — в комарке Асон-Агуэра).
Традиционным занятием, отличающим монтаньесов от соседних групп кантабрийцев, было отгонное скотоводство. Весной они перемещались со скотом на летние пастбища выше в горы, а осенью перегоняли скот вниз на зимние пастбища. В долинах они обменивали свою продукцию на хлеб, овощи и ремесленные изделия у других групп кантабрийцев, которые вели оседлый образ жизни. В прошлом монтаньесы подвергались дискриминации со стороны представителей земледельческих общностей Кантабрии, которые помимо прочего считали монтаньесов еретиками или даже язычниками (существовал запрет на браки с монтаньесами, им запрещено было участвовать в выборах, для них предусматривались отдельный вход и особое место в церкви, для детей монтаньесов запрещалось посещать школы и т. п.). Социальная изоляция монтаньесов была причиной низкого уровня их жизни. В то же время изоляция способствовала сохранению архаичных черт в культуре и обособленных черт в диалекте. По типу хозяйствования и ранее занимаемому социальному положению монтаньесы близки общности пасиего, населяющей центральные и восточные районы Кантабрии, а также соседние с ними районы Леона и Кастилии, общности вакейро (вакейро де альсада), населяющей горные районы Западной Астурии, а также общности марагатов (марагатос), живущей в провинции Леон.